# Flawit (imię)
Flawit – imię pochodzenia łacińskiego, od przymiotnika flavus (żółty, płowy) i przyrostka -ittus. Imieniny obchodzi 18 grudnia.